# Seznam vrcholů v Ľubovnianské vrchovině

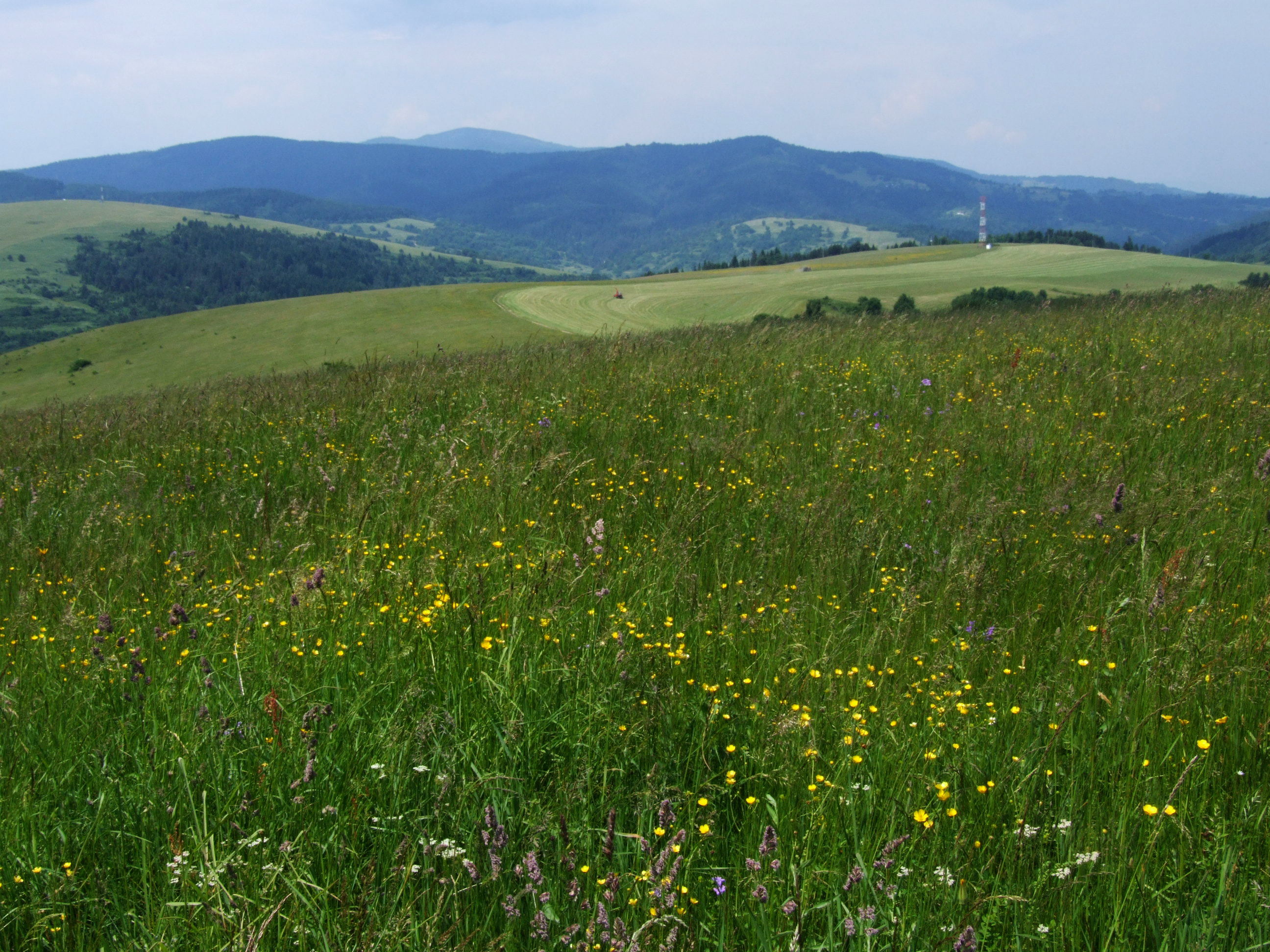
Eliášovka (1023 m) vzadu vlevo

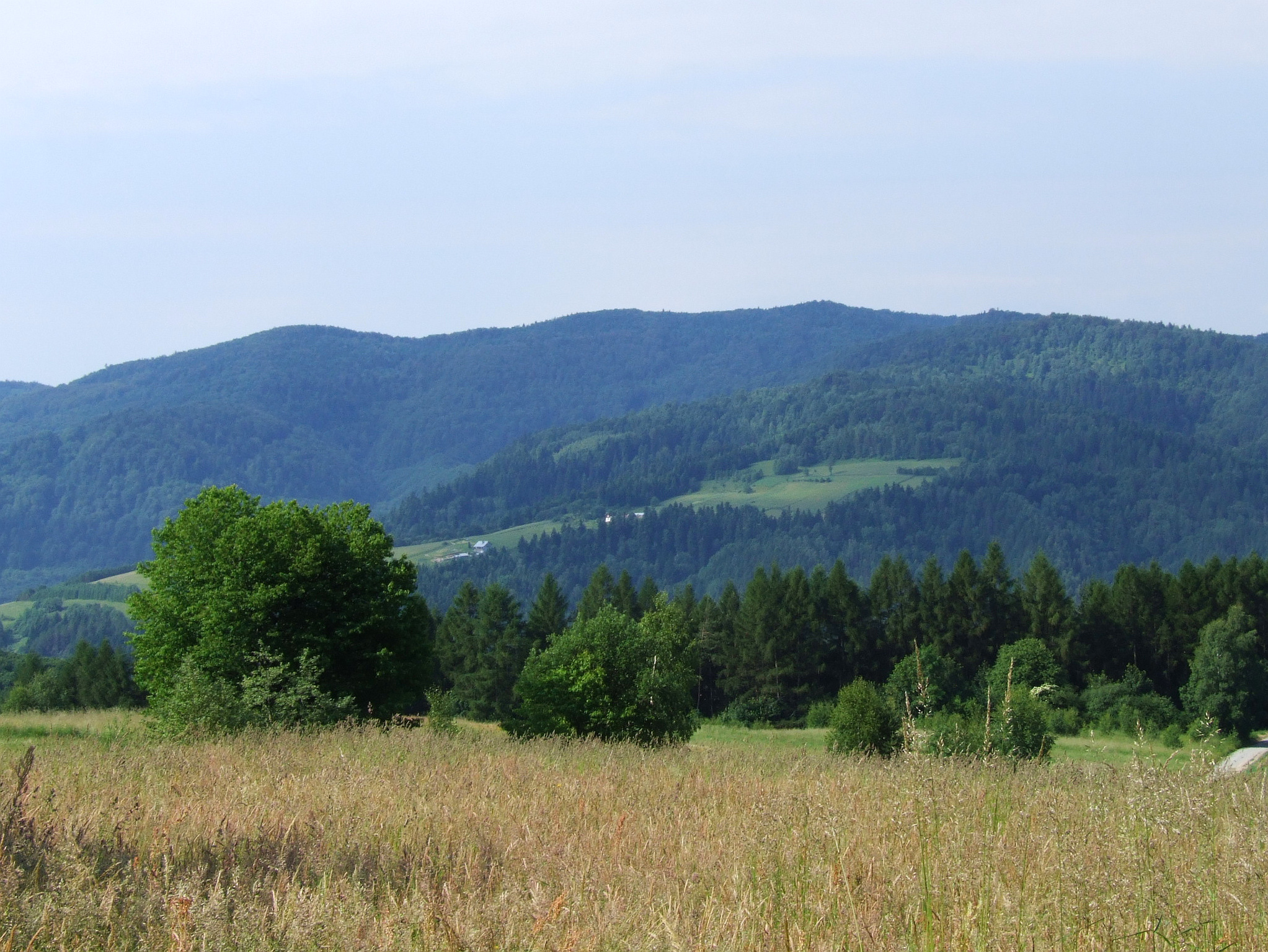
Kurčínska Magura (893 m)

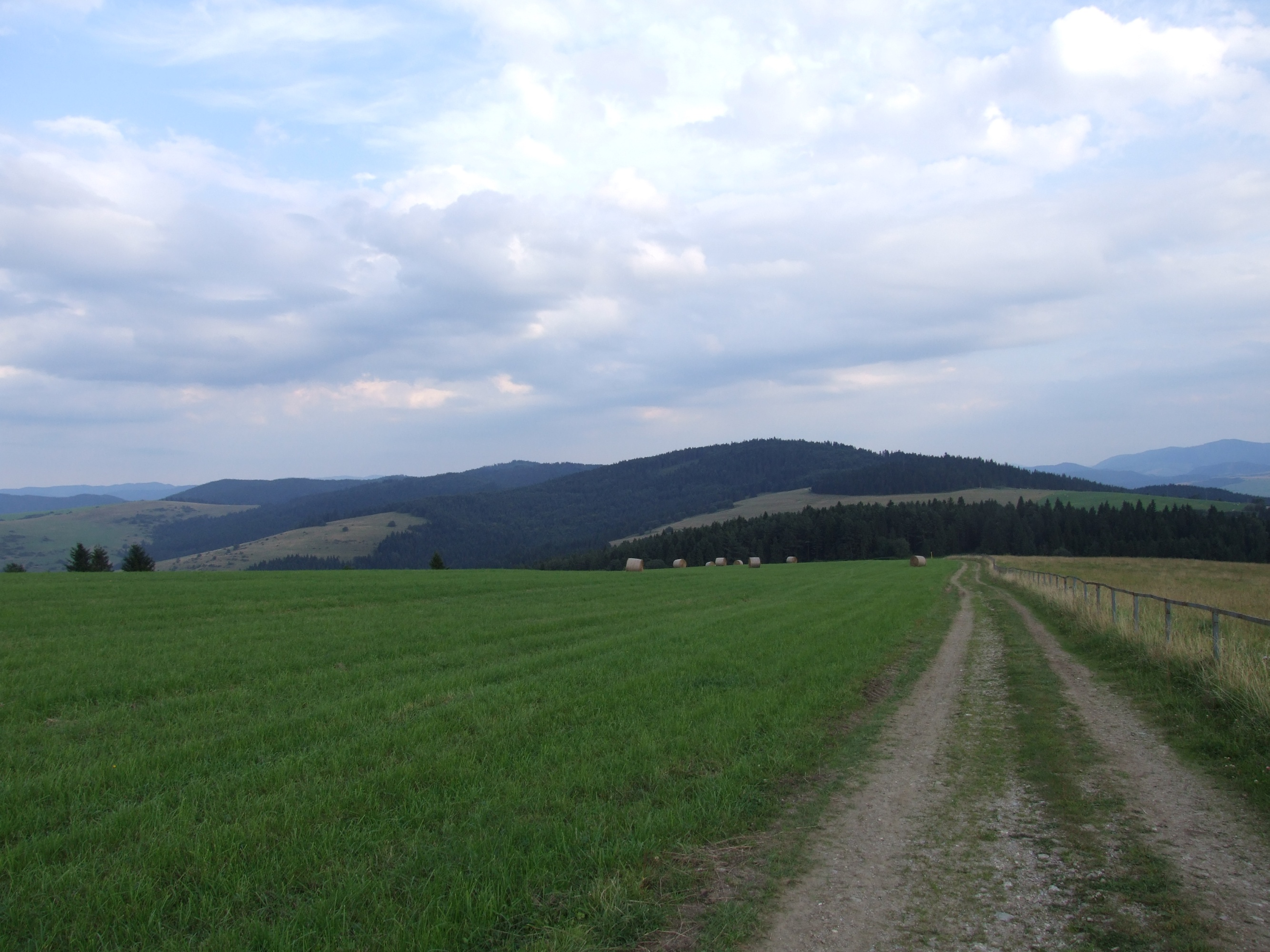
Medvedelica (888 m)

Seznam vrcholů v Ľubovnianské vrchovině zahrnuje pojmenované vrcholy s nadmořskou výškou nad 800 m. K sestavení seznamu bylo použito map dostupných na stránkách hiking.sk. Jako hranice pohoří byla uvažována hranice stejnojmenného geomorfologického celku.

## Seznam vrcholů
| #   | Vrchol           | Výška (m) | Souřadnice                       | Přístup                                            |
| --- | ---------------- | --------- | -------------------------------- | -------------------------------------------------- |
| 1.  | Eliášovka        | 1023      | 49°24′04″ s. š., 20°38′33″ v. d. | zelená turistická značka · žlutá turistická značka |
| 2.  | Okrúhla          | 957       | 49°24′26″ s. š., 20°37′35″ v. d. | neznačeno                                          |
| 3.  | Grúnik           | 936       | 49°24′05″ s. š., 20°36′49″ v. d. | modrá turistická značka                            |
| 4.  | Petríkov vrch    | 932       | 49°24′00″ s. š., 20°40′38″ v. d. | neznačeno                                          |
| 5.  | Kurčínska Magura | 893       | 49°18′59″ s. š., 20°54′24″ v. d. | modrá turistická značka · žlutá turistická značka  |
| 6.  | Medvedelica      | 888       | 49°22′57″ s. š., 20°38′53″ v. d. | žlutá turistická značka                            |
| 7.  | Široký vrch      | 884       | 49°20′02″ s. š., 20°43′28″ v. d. | neznačeno                                          |
| 8.  | Nemecký vrch     | 841       | 49°19′03″ s. š., 20°43′05″ v. d. | neznačeno                                          |
| 9.  | Orlovská Magura  | 830       | 49°17′59″ s. š., 20°50′46″ v. d. | zelená turistická značka · žlutá turistická značka |
| 10. | Okrúhla          | 828       | 49°20′37″ s. š., 20°44′11″ v. d. | neznačeno                                          |
| 11. | Soľovka          | 823       | 49°22′42″ s. š., 20°43′58″ v. d. | neznačeno                                          |
| 12. | Vyšniansky vrch  | 814       | 49°19′28″ s. š., 20°45′51″ v. d. | neznačeno                                          |
| 13. | Javor            | 809       | 49°21′54″ s. š., 21°05′39″ v. d. | červená turistická značka                          |
| 14. | Hrubá Klada      | 803       | 49°19′18″ s. š., 20°44′08″ v. d. | neznačeno                                          |